# Elias Lindholm
Elias Viktor Zebulon Lindholm (* 2. prosince 1994 Boden) je švédský hokejový útočník v současné době působící v zámořské NHL, kde nastupuje za tým Boston Bruins.

## Hráčská kariéra

### Začátek
Elias Lindholm vyrůstal ve švédském městě Gävle a hrál za Gävle Godtemplares IK. Ve 14 letech se přestěhoval do hokejového klubu Brynäs IF, ve kterém se v sezóně 2009/10 dostal do výběru kategorie šestnáctileté a osmnáctileté. V následující sezóně debutoval v juniorské nejvyšší soutěži SuperElit. Byl vybrán v roce 2011 v draftu juniorů KHL týmem SKA Petrohrad z celkového 86 místa. V sezóně 2011/12 zažil průlomovou sezonu, stal se nejproduktivnějším hráčem týmu a dokonce nejlepším hráčem ve věku 18-nácti let. Ze všech hráčů ve věku 18 let, nastřádal nejvíce bodů, 49 kanadských bodů nastřádal za 36 zápasů. On byl také oceněn jako nejlepší útočník v lize.
Současně byl poprvé povolán do seniorského A týmu Brynäs IF, který hrál domácí nejvyšší soutěž ještě pod názvem Elitserien. 3. prosince 2011 debut v nejvyšší švédské soutěži. Ačkoliv odehrál 12 zápasů v základní části, další dva zápasy přidal v playoff, stal se s klubem švédským šampionem ligy. V sezóně 2012/13 se natrvalo přesunul k seniorskému týmu Brynäs IF, byl nejmladším hráčem v týmu. Produktivní sezonu zaznamenal i v téhle sezoně, prvně ale mezi muži, se 30 body ze 48 odehraných zápasů se stal třetím nejlepším střeleckým týmu a nejlepším střelcem mezi juniory v Elitserien. Byl nominován pro nováčka roku, ale celkovým vítězem se stal William Karlsson.

### Zámoří
V létě 2013 byl vybrán ve vstupním draftu NHL hned v prvním kole z celkového pátého místa klubem Carolina Hurricanes. Byl za Finnem Aleksanderem Barkovem druhou nejvyšším volbou v draftu. Ani dlouho netrvalo a Lindholm se dohodl na kontraktu s Carolinu Hurricanes, délka smlouvy činí tři roky. Po výcvikovém táboře setrval v hlavním kádru Hurricanes, a hned v úvodu sezony debutoval v zápase proti Detroit Red Wings, hrál ve čtvrté útočné formaci ve složení Bowman - Lindholm - Sutter. O šest dní později vsítil svůj první gól NHL proti týmu Washington Capitals kanadskému brankáři Bradnu Holtbymu. Ve svých 18-nácti letech a 311 dny se stal švédským nejmladším střelcem v NHL. Kvůli zranění v horní části těla, musel vynechat pár zápasů v říjnu. V listopadu 2013 byl poslán na šest zápasů na farmu v Charlotte Checkers hrající AHL. Poté se vrátil zpátky do sestavy Hurricanes. V premiérovém ročníku NHL odehrál 58 zápasů, v nichž posbíral 21 bodů (9+12).
Po vypršení tříleté smlouvy, prodloužil s Hurricanes kontrakt o následující dva roky (do roku 2018). Mezi jeho nejlepší zápas v dosavadní kariéře za Carolinu Hurricanes byl v ročníku 2014/15. 8. března 2015 v utkání proti Edmonton Oilers vstřelil svůj první hattrick v NHL, k tomu přidal dvě asistence. Jako jediný v zápase nastřádal pět bodů a jeho tým vyhrál 7:4. 

### Reprezentace
Po přesunu do Brynäsu IF, byl v roce 2011 nominován na mistrovství světa do 18 let a zvolen alternativním hráčem. V prvním velkém turnaji mládeže odehrál čtyři zápasy, ve kterém vstřelil dvě branky a na jednu přihrál. S reprezentačním výběrem obsadili druhé místo, zisk stříbrných medailích. Téhož roku hrál s výběrem do 18 let turnaj Memoriál Ivana Hlinky, u kterého opět skončili na druhém místě. V týmu byl druhým nejproduktivnějším hráčem. V roce 2013 a 2014 hrál v juniorském mistrovství světa. Stejně jak v předchozích soutěží, skončili na druhém místě, opět bral stříbrné medaile. Ve 2014 byl vybrán se spoluhráčem Alexanderem Wennbergem jako zástupci kapitána Filipa Forsberga. Právě Filip Forsberg zastínil Eliase Lindholma v týmové produktivitě, celkově skončil v turnaji mistrovství juniorů na osmém místě s devíti body.
První příležitost v seniorské reprezentaci dostal v závěru ročníku 2014/15, jeho tým v NHL Carolina Hurricanes se neprobojoval do playoff a dostal svolení od klubu připojit se k reprezentaci. Dva zápasy odehrál v přípravném turnaji na mistrovství světa v Euro Hockey Tour. Debutoval 24. dubna 2015 proti Ruské reprezentaci, dokonce střelil úvodní branku zápasů. Zápas skončil vítězstvím 5:4. Po skončení turnaje se dostal do závěrečné nominace na mistrovství světa 2015. V soutěži vypadli hned ve čtvrtfinále, bodově si vedl dobře, měl větší průměr bodů na zápas. V roce 2017 se opět objevil v reprezentačním dresu Švédska, připojil se jak minule v závěru turnaje EHT (Czech Hockey Games 2017). Ve třech zápasech se trefil pouze v zápase opět proti Rusku, znova vyhráli zápas tentokrát 4:3 po prodloužení. V konečné nominaci na své druhé mistrovství světa 2017 setrval a byl velkým přínosem pro tým. Po William Nylander byl druhým nejlepším střelcem a třetím nejproduktivnějším hráčem ve švédském celku. Ve finále proti kanadské reprezentaci byl neoprávněně vyloučen na dvě minuty za hru vysokou holí českým rozhodčím Antonínem Jeřábkem. Údajný faul se stal útočníkovi kanadského týmu Travisu Konecnemu, který danou situaci simuloval. V závěru zápasů, kdy Kanada prohrávala o jednu branku, vyrovnali z přesilové hry. Zápas skončil nerozhodně i po prodloužení, utkání muselo rozhodnout samostatné nájezdy. Spravedlivost nakonec zvítězila a Švédsko se stal mistrem světa. 

## Zajímavosti
Svojí první branku v NHL vstřelil ve věku 18 let a 311 dny. Stal se tak nejmladším střelcem ze Švédska, který vstřelil branku v NHL. Rekord do té doby držel Gabriel Landeskog ze sezony 2011/12, ve věku 18 let a 324 dny.

## Ocenění a úspěchy
- 2012 SuperElit 20 – Nejlepší útočník
- 2013 SHL – Nejproduktivnější nováček
- 2019 Viking Award
- 2024 NHL – All-Star Game
- 2025 MS – All-Star Tým
- 2025 MS – Nejlepší střelec
- 2025 MS – Top tří nejlepších hráčů v týmu

## Prvenství

### NHL
- Debut - 4. října 2013 (Carolina Hurricanes proti Detroit Red Wings)
- První gól - 10. října 2013 (Washington Capitals proti Carolina Hurricanes, kanadskému brankáři Bradenu Holtbymu)
- První asistence - 28. října 2013 (Carolina Hurricanes proti Pittsburgh Penguins)
- První hattrick - 8. března 2015 (Carolina Hurricanes proti Edmonton Oilers)

### AHL
- Debut - 7. listopad 2013 (Chicago Wolves proti Charlotte Checkers)
- První gól - 13. listopad 2013 (Hershey Bears proti Charlotte Checkers, americkému brankáři Davidu Leggiovi)
- První asistence - 14. listopad 2013 (Hershey Bears proti Charlotte Checkers)

## Klubová statistika
| Sezóna       | Klub                | Soutěž       |     | Základní část | Základní část | Základní část | Základní část | Základní část |    | Play off | Play off | Play off | Play off | Play off |
| Sezóna       | Klub                | Soutěž       | Z   | G             | A             | B             | TM            | Z             | G  | A        | B        | TM       |          |          |
| 2010/2011    | Brynäs IF           | SElit 20     | 2   | 0             | 0             | 0             | 0             | 2             | 0  | 1        | 1        | 0        |          |          |
| 2011/2012    | Brynäs IF           | SElit 20     | 36  | 14            | 35            | 49            | 45            | 2             | 1  | 1        | 2        | 16       |          |          |
| 2011/2012    | Brynäs IF           | SEL          | 12  | 0             | 0             | 0             | 0             | 2             | 0  | 0        | 0        | 0        |          |          |
| 2012/2013    | Brynäs IF           | SEL          | 48  | 11            | 19            | 30            | 2             | 4             | 0  | 0        | 0        | 4        |          |          |
| 2013/2014    | Carolina Hurricanes | NHL          | 58  | 9             | 12            | 21            | 4             | —             | —  | —        | —        | —        |          |          |
| 2013/2014    | Charlotte Checkers  | AHL          | 6   | 1             | 2             | 3             | 4             | —             | —  | —        | —        | —        |          |          |
| 2014/2015    | Carolina Hurricanes | NHL          | 81  | 17            | 22            | 39            | 14            | —             | —  | —        | —        | —        |          |          |
| 2015/2016    | Carolina Hurricanes | NHL          | 82  | 11            | 28            | 39            | 24            | —             | —  | —        | —        | —        |          |          |
| 2016/2017    | Carolina Hurricanes | NHL          | 72  | 11            | 34            | 45            | 16            | —             | —  | —        | —        | —        |          |          |
| 2017/2018    | Carolina Hurricanes | NHL          | 81  | 16            | 28            | 44            | 18            | —             | —  | —        | —        | —        |          |          |
| 2018/2019    | Calgary Flames      | NHL          | 81  | 27            | 51            | 78            | 20            | 5             | 1  | 1        | 2        | 4        |          |          |
| 2019/2020    | Calgary Flames      | NHL          | 70  | 29            | 25            | 54            | 22            | 10            | 2  | 4        | 6        | 2        |          |          |
| 2020/2021    | Calgary Flames      | NHL          | 56  | 19            | 28            | 47            | 22            | —             | —  | —        | —        | —        |          |          |
| 2021/2022    | Calgary Flames      | NHL          | 82  | 42            | 40            | 82            | 22            | 12            | 5  | 4        | 9        | 6        |          |          |
| 2022/2023    | Calgary Flames      | NHL          | 80  | 22            | 42            | 64            | 14            | —             | —  | —        | —        | —        |          |          |
| 2023/2024    | Calgary Flames      | NHL          | 49  | 9             | 23            | 32            | 21            | —             | —  | —        | —        | —        |          |          |
| 2023/2024    | Vancouver Canucks   | NHL          | 26  | 6             | 6             | 12            | 4             | 13            | 5  | 5        | 10       | 4        |          |          |
| 2024/2025    | Boston Bruins       | NHL          | 82  | 17            | 30            | 47            | 14            | —             | —  | —        | —        | —        |          |          |
| Celkem v NHL | Celkem v NHL        | Celkem v NHL | 900 | 235           | 369           | 604           | 215           | 40            | 13 | 14       | 27       | 16       |          |          |
| Celkem v SEL | Celkem v SEL        | Celkem v SEL | 60  | 11            | 19            | 30            | 2             | 6             | 0  | 0        | 0        | 4        |          |          |

## Reprezentace
| Rok                       | Tým                       | Soutěž                    | Z  | G  | A  | B  | TM |
| ------------------------- | ------------------------- | ------------------------- | -- | -- | -- | -- | -- |
| 2011                      | Švédsko 18                | MIH                       | 4  | 2  | 4  | 6  | 0  |
| 2011                      | Švédsko 18                | MS-18                     | 4  | 2  | 1  | 3  | 2  |
| 2013                      | Švédsko 20                | MSJ                       | 6  | 2  | 2  | 4  | 4  |
| 2014                      | Švédsko 20                | MSJ                       | 6  | 2  | 7  | 9  | 6  |
| 2015                      | Švédsko                   | MS                        | 8  | 2  | 4  | 6  | 6  |
| 2017                      | Švédsko                   | MS                        | 10 | 5  | 2  | 7  | 10 |
| 2019                      | Švédsko                   | MS                        | 8  | 1  | 5  | 6  | 2  |
| 2025                      | Švédsko                   | MS                        | 10 | 8  | 6  | 14 | 0  |
| Juniorská kariéra celkově | Juniorská kariéra celkově | Juniorská kariéra celkově | 20 | 8  | 14 | 22 | 12 |
| Seniorská kariéra celkově | Seniorská kariéra celkově | Seniorská kariéra celkově | 36 | 16 | 17 | 33 | 18 |